# Ictistygna
Ictistygna es un género de coleóptero de la familia Anthicidae.

## Especies
Las especies de este género son:
- Ictistygna adusta
- Ictistygna biformis
- Ictistygna fasciata
- Ictistygna macleayi
- Ictistygna rugosa
- Ictistygna tenuis
- Ictistygnina filicornis